# Квест (змагання)
Квест (від англ. quest — пошук, пошуки пригод) — аматорське спортивно-інтелектуальне змагання, основою якого є послідовне виконання заздалегідь підготовлених завдань командами або окремими гравцями.
Під час гри команди вирішують логічні завдання, здійснюють пошук на місцевості, будують оптимальні маршрути переміщення, шукають оригінальні рішення і підказки. Після завершення чергового завдання команди переходять до виконання наступного. Перемагає команда, що виконала всі завдання швидше за інших.

## Історія
Перші організовані квести в Україні пройшли у Києві у 2002 році.

## Основні види
В залежності від правил, змагання можуть бути різних видів: Спосіб переміщення
- Пішохідний;
- Автомобільний;
- Екстремальний;
- Комбінований.

Місце проведення
- В приміщенні;
- На відкритому повітрі.

Тип завдань
- Інтелектуальні;
- Ігрові;
- Пошукові;
- Екстремальні.

Тип проходження
- Лінійний;
- Нелінійний.

Територія
- Місто;
- Область;
- Країна;
- Міжнародний.

## Термінологія
1. Час проходження — час, що витрачається на проходження всієї гри;
2. Завдання — етап сценарію гри, що складається з одного або декількох завдань;
3. Капітан — обов'язковий учасник команди, який представляє її інтереси перед організаторами;
4. Мапа — мапа місцевості;
5. Квестер — гравець в один з видів квесту;
6. Код — буквено-цифрова інформація, яка служить для підтвердження проходження завдання та отримання наступного, або фіксації часу його проходження;
7. Команда — добровільне об'єднання, зареєстроване для участі у грі;
8. Рейтинг — кількісний показник (або показники) участі команди в грі протягом певного періоду часу;
9. Сценарій — сукупність всіх завдань, послідовність вирішення яких заздалегідь невідома учасникам і визначається в ході проходження рівнів гри;
10. Учасник, гравець — особа, що бере участь у грі;
11. Чек-пойнт — пункт перевірки присутності команди на відповідному завданні;
12. Екіпаж — учасники, які знаходяться під час гри в одному транспортному засобі.

## Застосування у тренінгах
Основні переваги використання формату квесту в командоутворючему тренінгу:
1. Квест дозволяє співробітникам дізнатися один одного в умовах необхідності прийняття швидких і адекватних рішень;
2. Квест виявляє приховані якості співробітників, як-то прихованих лідерів, інтелектуалів, логістика, схильності та звички людей;
3. Квест дозволяє співробітникам і клієнтам краще познайомитися з продукцією компанії, так як всі сценарії носять тематичний характер і прив'язані до корпоративної культури;
4. Екстремальні етапи дозволяють спільно пережити емоційні сплески, що психологічно зближує учасників події;
5. Інтелектуальні етапи дозволяють розвинути ерудицію і виявити спритність;
6. Ігрові завдання викликають масу позитивних емоцій і радісних спогадів, сприяють розвитку комунікативних якостей;